# Symfonie nr. 2 (Leighton)
Kenneth Leighton voltooide zijn Symfonie nr. 2 Sinfonia Mistica opus 69 in mei 1974.

## Geschiedenis
Het werk ontstond ter nagedachtenis van het overlijden van Kenneth’s moeder Florence Leighton, het is tevens aan haar opgedragen. Leighton vestigde zich weer terug in Edinburgh en begon te onderwijzen aan de Universiteit van Edinburgh, een functie die hij tot aan zijn dood bekleedde. De symfonie was een voorbode van wat de enige opera van de componist zou zijn: Columba opus 77.

## Muziek
Het werk heeft dan wel de titel van symfonie; de structuur heeft het niet. De componist beschouwde het werk dan ook meer als een requiem, maar ook de indeling van een requiem ontbreekt. Leighton greep voor de teksten terug op een aantal dichters, die al eerder (en later) als inspiratie dienden voor andere componisten. Teksten van John Donne, Thomas Traherne, George Herbert en Henry King werden gebruikt, maar ook teksten waarvan de schrijver(s) anoniem zijn gebleven.

### Delen
Het werk heeft zes delen:
1. Sonnet; adagio e sostenuto (ma ritmico) – piu mosso, molto ritmico, agitato – un poco piu lento – Tempo I
2. Scherzo I – Allegro molto e ritmico – meno mosso
3. Meditation. Adagio molto e sostenuto
4. Elegy. Pocigissimo piu mosso, ma sempre sostenuto
5. Scherzo II. “Sic vita”. Allegro e molto ritmico
6. Finale. Molto adagio e sostenuto – un poco piu mosso – un poco piu sostenuto (come prima) – molto sostenuto e misterioso.

De muziek laat hevige emotionele schommelingen horen. Ze is dan weer ingetogen, vervolgens extravert en uitbundig. Zo zit er in deel 3 en deel 6 een passage waarin de piano een soort barmuziek laat horen, die dwars tegen alle andere muziekstemmen ingaat. De scherzi meestal vrolijk van aard, blijven daar nu in achter, ze klinken meer droefgeestig; Leighton was liefhebber van het genre, maar kon het hier niet opbrengen om geestig te klinken. Hij verwerkte echter wel twee scherzi in één symfonie. Deel zes grijpt terug op de gehele symfonie en heeft een slot dat de treurnis goed weergeeft; de muziek is verstild. De laatste noten van de symfonie bestaan uit twee sforzato akkoorden; klinkend als aanzet voor een nieuw begin. Het eerste akkoord wordt ondersteund door een tamtam, die een klank heeft recht tegenover een sforzato; ze klinkt eerst zacht vervolgens luider om dan weg te sterven. Het laatste akkoord is onbegeleid en sterft ook weg.
De teksten zijn achtereenvolgens: Donne (1), anoniem (2), Traherne (3), Herbert (4), King (5) en Donne (6). In het begin- en einddeel is voorts de tekst van de hymne The Shining River van Robert Lowry gebruikt.

### Orkestratie
- sopraan
- koor (sopranen, alten, tenoren en baritons
- 3 dwarsfluiten waarvan ook een piccolo, 2 hobo’s waarvan nummer 2 ook althobo, 2 klarinetten waarvan nummer 2 basklarinet en 3 fagotten;
- 4 hoorns, 3 trompetten, 3 trombones, 1 tuba
- pauken, 6 man / vrouw percussie, harp, piano, celesta
- eerste violen, tweede violen, altviolen, celli, contrabassen.

## Discografie
- Uitgave Chandos: Sarah Fox (sopraan); BBC National Orchestra of Wales o.l.v. Richard Hickox; een opname uit 2007.